# Городище (Пензенська область)
Городи́ще (рос. Городище) — місто районного значення в Пензенській області Росії, адміністративний центр Городищенського району. Утворює муніципальне утворення місто Городище зі статусом міського поселення як єдиний населений пункт у його складі.

## Географія
Місто розташоване на річці Юлівці (притока Сури, басейн Волги), за 48 км від Пензи, за 21 км на північний захід від залізничної станції Чаадаєвка.

## Уродженці
- Веселовська Ніна Валентинівна (1932—2022) — радянська та російська акторка, заслужена артистка РРФСР (1984).
- Селіванов Федір Федорович (1859—1938) — російський і радянський хімік, на честь якого названа проба Селіванова.